# Eidring

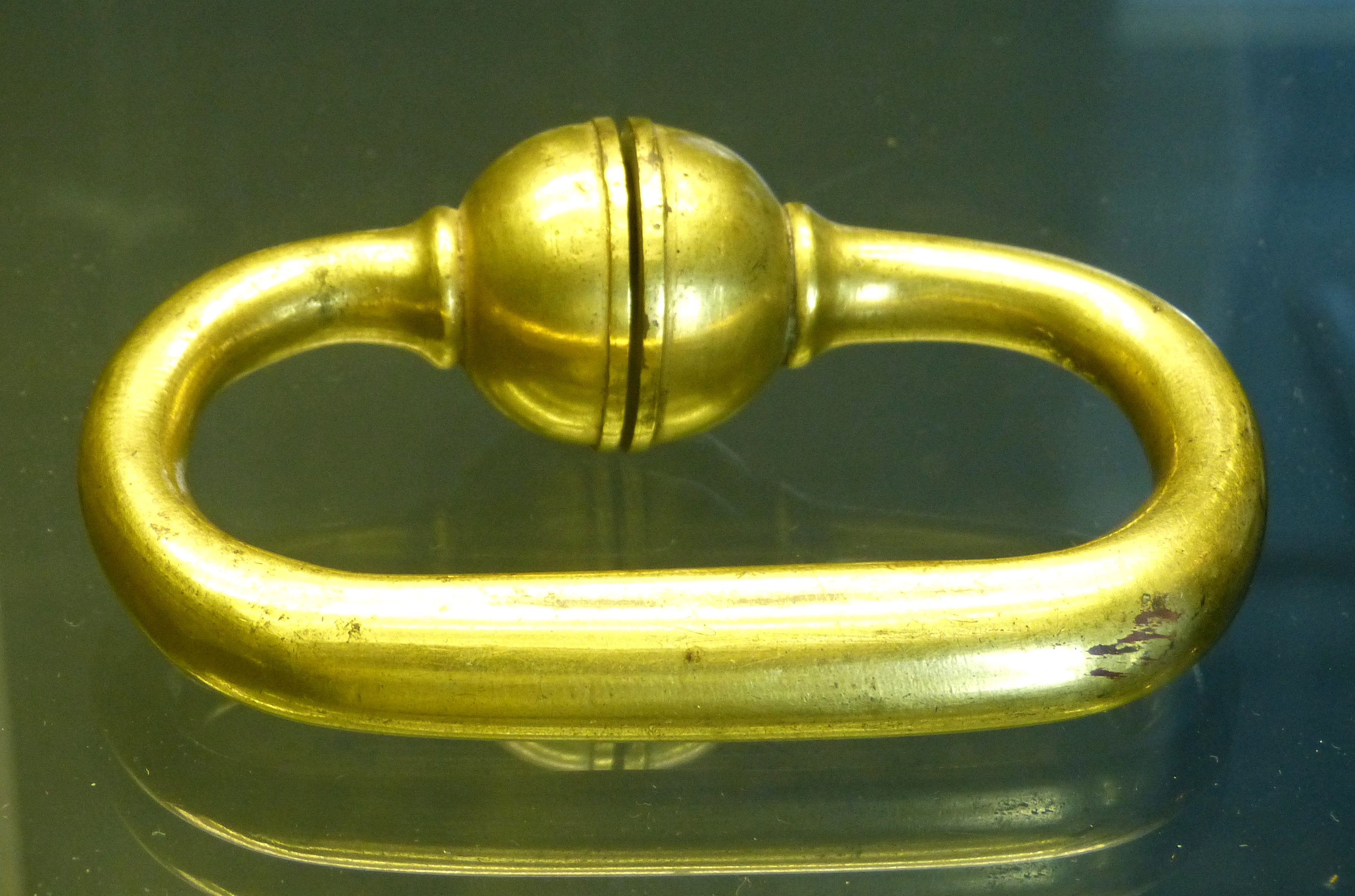
Bronzezeitlicher Eidring aus Bresegard (Lkr. Ludwigslust), Museum Groß Raden

Als Eidring (oder Schwurring – mytholog. auch Ullers Ring – schwedisch Edsring; dänisch Edsring) bezeichnete Utensilien kommen in Depotfunden des bronzezeitlichen Nordkreises, später auch als Darstellung vor. Sie ordneten ihre Träger einer Glaubensgemeinschaft zu, dienten rituellen Zwecken oder waren Herrschaftssymbole.

## Namensgebung, Zeitrahmen

Eidring im Wappen von Großenaspe

Die Benennung „Eidring“ erhielten sie vom Begründer der dänischen Vorgeschichtsforschung, Christian Jürgensen Thomsen. Obwohl etwas unpassend, wurde sie zur Kennzeichnung eines bestimmten Typs von Ringen beibehalten. Die aus Bronze oder Gold gefertigten Ringe werden der Nordischen Bronzezeit zugeordnet (Periode IV–VI), womit sie vor allem zwischen etwa 1000 und 750 v. Chr. in Gebrauch waren. Sie sind also erheblich älter als der erst in der Sagazeit belegte Begriff.

## Funde
Die Verbreitung der Ringe hat deutlichen Bezug zum Ostseeraum. Nach Gustaf Kossinna wurden im Norden Deutschlands (bis zum Jahre 1917) 47 Eidringe gefunden (publiziert 1917 in Mannus 8). Von ihnen sind 29, (also über 60 %) Hohlringe, während von den damals 27 in Dänemark (z. B. Nr. Kongenslev) gefundenen (heute über 60; allein 16 auf Fünen - vier in Ny Stenderup) nur neun (also ein Drittel) hohl sind.
- Fundort unbekannt 2,
- Altmark 2,
- Westpreußen 3,
- Schleswig-Holstein 6, (Fahrenkrug, Großenaspe zeigt den 1860 im Gemeindeteil Baß gefundenen Eidring im Wappen, Wittenborn).
- Brandenburg 7, (darunter Bredow, Meyenburg-Schabernack)
- Mecklenburg 8, (darunter Baumgarten 1895, Granzin 1867, Jülchendorf 1853, Retzin (vermutlich 1848) Wohlenhagen (vor 1864), Woosten 1850)
- Pommern 19, (die hohe Zahl wird wohl durch die große Nähe zum schwedischen Verbreitungsgebiet bestimmt)
- Sachsen-Anhalt 1, ein Neufund von 2009 in Könnern an der Saale.
- Ring aus Strobjehnen, Ostpreußen 1798.

## Ringdarstellungen

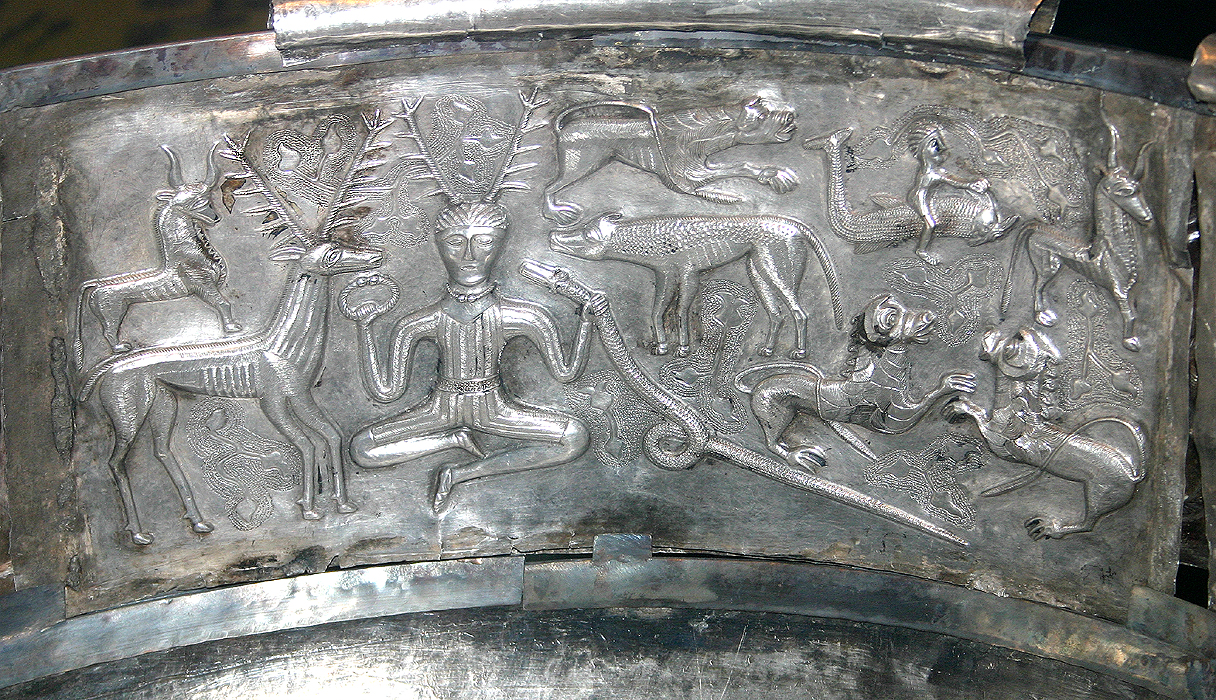
Cernunnos mit Ring auf dem Kessel von Gundestrup

Der Kessel von Gundestrup zeigt wohl die älteste Darstellung eines Ringes, den hier ein Gott in der Hand hält. Der reich verzierte Kessel stammt aus dem 5. bis 1. Jahrhundert v. Chr.
Jene Ringe, die Männer auf einigen gotländischen Bildsteinen (Hunnige, Tängelgårda I), sowie der Reiter auf dem Chorportal der Kirche von Fardhem (12. Jahrhundert) hochhalten, dürften mythologischer Symbolik entsprechen. Dies gilt auch für die Schwerter, die während der Völkerwanderungs- und Vendelzeit oft mit Ringen versehen waren.

## Mythischer Hintergrund
Über Ringe, denen magische Kräfte zugewiesen wurden (Draupnir und Sveagris), wird in nordischen Mythen und Sagen berichtet. In einem Gesang der Edda steht: „Odin legte den Eid auf einen Ring ab, wer soll nun seinen Versprechungen trauen?“ Sagas berichten über König Adils Ring „Sveagriss“, das Stammessymbol der Svear. Der Ring war im Besitz eines bis zum Ende des 11. Jahrhunderts in Mittelschweden herrschenden Königsgeschlechts. Derartige Ringe galten, wie englische Annalen berichten, als Ehren- und Würdezeichen der Skandinavier. Man nimmt heute an, dass die Goldringe der Schmuck bedeutender Männer waren und bereits in der jüngeren Bronzezeit am linken Oberarm getragen wurden. Später wurden die im keltischen Bereich als Torques bekannten Ringe als Halsschmuck getragen. Als Kultgegenstand mit einer über 1200-jährigen Tradition waren sie noch am Ende der Wikingerzeit (um 1050) Bestandteil von Darstellungen (insbesondere in Schweden).